# モモコクラブ
モモコクラブ
- かつて学研から発行されていた雑誌『Momoco』の美少女紹介ページ。
  - 上記コーナーにて認定され、下記番組に出演した女性アイドルの総称（「Momoco#モモコクラブ」を参照）。
- 上記雑誌と連動したバラエティ番組。本項で詳述する。

『モモコクラブ』は、1986年10月5日から1987年9月27日までTBSで毎週日曜 11:00 - 11:30 (JST) に放送されていたバラエティ番組。

## 概要
かつて学習研究社（現・学研ホールディングス、出版は学研パブリッシング）が発行していた女性アイドル誌『Momoco』にある特別ページ「モモコクラブ」を発端とするバラエティー。
同コーナー応募者の中から、同誌編集部が自薦・他薦、芸能事務所に所属しているのか否かを問わずに認定したモモコクラブのメンバーが出演し、毎回メンバーの情報を紹介していた。
放送開始当初は副音声を活用し、出演メンバーによるDJのようなスタイルでの放送が試みられていた。
モモコクラブの映像コンテンツは、普及率の低かったVHDというビデオディスクで発売された。DVD-BOXはいまだに発売されていない。

## 出演者
- 志村けん - 司会
- いんぐりもんぐり
- 森尾由美
- モモコクラブ（主なレギュラーメンバー）
  - 白田あゆみ（桃組出席番号2）
  - 林田晃枝（桃組出席番号610）
  - 松岡美由紀（桃組出席番号845）
  - 小田切琴美（桃組出席番号851）
  - 八木朋子（桃組出席番号1044）
  - 菅原弓子（桃組出席番号1321）
  - 木戸由利子（桃組出席番号1358）
  - 畠田理恵（桃組出席番号1404）
  - 立野陽子（桃組出席番号1455）
  - 酒井法子（桃組出席番号1482）
  - 中川絵美（桃組出席番号1528）
  - 伊藤幸子（桃組出席番号1569）
  - 須永美香（桃組出席番号1617）
  - 伊藤美紀（桃組出席番号1618）
  - 三宮しのぶ（桃組出席番号1628）
  - 田中初江（桃組出席番号1638）
  - 姫乃樹リカ（桃組出席番号1773）
  - 宮沢麻衣子（桃組出席番号1820）
  - 二木遼子（桃組出席番号1879）
  - 滝本志保（桃組出席番号1909）
  - 秋山絵美（桃組出席番号1910）
  - 須藤和美（現・須藤あきら）（桃組出席番号1917）
  - 川口智子（桃組出席番号1950）
  - 小山真由美（桃組出席番号1951）
  - 円谷優子（桃組出席番号1980）
  - 岩田裕子（桃組出席番号1999）
  - 高橋陽子（桃組出席番号2007）
  - 中山晶子（桃組出席番号2056）
  - 工藤和子（桃組出席番号2062）
  - 吉池真紀（桃組出席番号2066）
  - 町田清美（桃組出席番号2073）
  - 白井直美（桃組出席番号2081）
  - 碓井恵美子（桃組出席番号2087）
  - 鈴木あい（桃組出席番号2118）
  - 谷中ミカ（桃組出席番号2120）
  - 奥野早苗（桃組出席番号2161）
  - 小川敦子（桃組出席番号2260）

## スタッフ
- 構成：松岡孝
- 音楽：ボブ佐久間
- コレオグラファー：菊池
- TD：白根英路、中村元
- カメラ：市川正明
- 音声：柳沢任広、阿曽谷
- 照明：梅田賢二、笠原義博
- 音響効果：舘野忠之
- 美術デザイン：三原康博
- 美術制作：澤井義雄
- プロデューサー：高橋利明、水留章
- 技術協力：エヌ・エス・ティー、東通
- 製作著作：TBS

## ネット局
特筆の無い場合は、日曜 11:00 - 11:30に同時ネット。
- TBSテレビ（キー局）
- 北海道放送
- 東北放送[2]
- テレビユー福島[2]
- 新潟放送[2]
- 静岡放送
- 中部日本放送
- 山陽放送(現 RSK山陽放送)
- 中国放送

## その他
- 当時東京・渋谷には、番組オフィシャルショップの「モモコハウス」が開店していた。
- 番組は途中、キャラクターマークを公募していた。採用者には、フォード・フェスティバをペインティングした特別仕様のモモコカーをプレゼントしていた。